# Короваї
Короваї́ — село в Україні, у Лубенському районі Полтавської області. Населення становить 856 осіб. Входить до складу Гребінківської міської громади.

## Географія
Село Короваї знаходиться на лівому березі річки Гнила Оржиця, вище за течією на відстані 4,5 км розташоване село Кулажинці, нижче за течією на відстані 1 км розташоване село Лутайка, на протилежному березі — село Польове. По селу протікає пересихаючий струмок з загатами.

## Історія
Село Короваї має давнішню історію: воно існувало уже в 1650 р. і значилося на карті Боплана.
В роки Хмельниччини і після неї тут. як і по всій Україні, проносилися вихори воєн, які продовжувалися майже до кінця XVII ст. Хоча Короваї були населені, в основному, не козаками, а посполитими (селянами), але ж і посполитих багато брало участь у боротьбі за незалежність. Тому можна стверджувати, що ці вихори зачіпали і село Короваї.
Становище посполитих за часів польського панування в Україні Боплан так описав: «Селяни тут надзвичайно бідні, бо мусять тричі на тиждень відбувати панщину своїми кіньми і працею власних рук. Крім того, залежно від розмірів наділу, повинні давати відповідну кількість зерна, безліч каплунів (півнів), курей, гусей і качок перед Великоднем, Зеленими Святами і на Різдво.
До того ж мають возити своєму панові даром дрова та відбувати багато інших робіт, яких не мали б робити. Ще вимагають від них грошових податків, крім того, десятину з баранів, поросят, меду, усіляких плодів, а що три роки — й третього волика. Одне слово, селяни змушені віддавати своїм панам усе, що тим лише заманеться вимагати. Не диво, що цим злидарям у таких тяжких умовах не залишається нічого для се6е.. Пани мають безмежну владу не тільки над селянським майном, а й над їхнім життям…».
І от скінчилась боротьба українського народу проти польського панування і боротьба різних політичних груп в Україні. Лівобережна Україна була приєднана до Росії «як рівна з рівною, як вільна з вільною». Український народ — козаки і селяни — чекали вільного, без експлуатації життя. Але сталося не так.
Якщо козацька старшина і добивалась для себе прав, рівних з правами російських дворян, то селяни, звільнившись з-під експлуатації польської шляхти, потрапляли в ярмо «своїх» панів — козацької старшини.
Села, слободи і хутори з селянами і землями передавались козацькій старшині. Так 25 серпня 1690 р. Лубенському полковникові Леонтію Свічці була видана «Вьсочайшая грамота (царська) на двор над р. Оржицею (Гнилою, Сырою) зовемый Короваи с людьми при нем, на земле его поселенными, и на все его земля и леса, и поля пахотные и к пашне годные, купленные и занятые».
На карті Боплана Короваї були уже зазначені населеним пунктом, а в «Высочайшей грамоте» вони названі двором.
Це зроблено, по-перше, тому, що в Короваях тоді, крім селян, жили і козаки, які не могли ставати поміщицькими підданими. По-друге, козацька старшина для замаскування дійсних розмірів маєтності при клопотаннях на володіння такими змішаними поселеннями звичайно називала їх дворами чи хуторами.
Згідно з духовним заповітом Леонтія Свічки (1699 р.) Короваї після його смерті передавались одному із його синів — Іванові Леонтійовичу, який помер близько 1707 р., не залишивши прямих спадкоємців. За тодішніми законами Короваі'вська маєтність переходила в володіння братів померлого Івана Свічки — Василя і Лук'яна (чи їх нащадків).
Короваївські землі були розташовані по обидва боки річки Сирої Оржиці, вони включали нинішні мар'янівські землі (Глибокоярівського хутора в той час ще не було), межували з лутайськими, сербинівськими, кулажинськими та іншими землями.
Будучи Лубенським полковником (1714—1727 рр.), Андрій Маркович заволодів селом Кулажинцями і 12.09.1717 р. одержав універсал від гетьмана Скоропадського на право володіння цим селом. Не втримався він від спокуси, користуючись владою (полковник в своєму полку здійснював не тільки військову, а й адміністративну владу), розширити свої володіння за рахунок Короваївської маєтності. Він вирішив примусити володарів продати її за малу ціну.
Скориставшись тим, що один із співвласників Василь Леонтійович Свічка помер (1714 р.), його сина Стефана Васильовича теж не було уже з живих, а синові Стефана Олексію було всього 2 чи 3 роки, Андрій Маркович зосередив усю свою увагу на співвласникові Лук'янові Свічці. Була сфабрикована (а може, це було і в дійсності, а А. Маркович лише скористався цим) кримінальна справа проти Лук'яна Свічки.
Залишився цікавий документ, складений протопопом Пирятинським Максимом Федоровичем, «яким способом брал ключи церковные пан Лукьян Свечка и яким фортелем бывал в скарбнице»: Лук'ян Свічка попросився поставити в церкві свою скарбничку, а потім, користуючись довір'ям церковнослужителів, брав у них ключі від церкви для проходу до своєї скарбнички і брав гроші із церковної скарбниці.
На цю скаргу церковників полковник Лубенський А. Маркович так «відреагував»: велів заарештувати Лук'яна Свічку і тримав його під арештом до тих пір, поки той не згодився підписати документ, так звану «купчую крепость», на продаж йому Короваїв 3 усіма угіддями за сміховинну ціну — 1000 талерів (1300 крб.). Цей неправомірний документ був підписаний 15 квітня 1720 р. Неправомірним він був тому, що Лук'ян Свічка мав право продати тільки свою половину Короваїв. Неправомірним він був і тому, що Лук'яна Свічку силою заставили підписати його.
Свічки мали всі підстави скаржитись на А. Марковича, який учинив неправомірну купівлю-продаж. Але вони розуміли, що поки А. Маркович буде владним господарем — Лубенським полковником — їхні скарги на нього нічого не дадуть. І лише в 1727 р., коли А. Маркович був звільнений з посади Лубенського полковника, від Лук'яна Свічки надійшла скарга.
Це була перша скарга з боку Свічок. З цього часу почалася 100-літня судова тяганина Свічок з Марковичами за село Короваї і його угіддя. Скарга ця нічого не дала, оскільки у владних структурах були прибічники А. Марковича. Його вплив підтримувався не тільки недавнім його полковництвом, а й родинними зв'язками: його рідна сестра Настасія була одружена з гетьманом (1709—1722) Скоропадським, а його син Іван Андрійович був одружений з онукою гетьмана (1727—1737) Данила Апостола. А з 1729 до 1740 рр. А. Маркович займав високу посаду в гетьманськім уряді — генерального підскарбія. Все це обумовило затримку неупередженого розгляду справи і справедливої постанови.
І тільки після смерті Андрія Марковича (1747 р.) завдяки наполегливості Свічок і їх досвідченого опікуна Милорадовича Іллі Олександровича справа була зрушена з місця. Малоросійський Генеральний суд розглянув справу і 2 листопада 1753 р. виніс постанову, за якою одна половина Короваїв залишалась за Марковичами, а друга половина поверталась Свічкам.
Але спадкоємець Марковича — Іван Семенович, якому його дід Андрій Маркович відписав Кулажинці, Короваї і інші маєтності, не згодився з постановою суду і подав апеляцію в Генеральну (гетьманську) канцелярію, яка, розглянувши її 23 грудня 1754 р., залишила в силі постанову суду. Завдяки тактиці зволікання, вмілому маневруванню Іван Семенович затягнув виконання постанови Генерального суду на декілька десятиліть, він продовжував там жити разом з сім'єю і лише в 1773 р. переїхав у свою законну маєтність Кулажинці, в 1790 р. він помер.
І тільки цариця Катерина II у відповідь на «челобитную» Петра Олексійовича Свічки своїм указом від 14 грудня 1792 р. повеліла виконати постанову Малоросійського Генерального суду від 2.11.1753 р. і Генеральної канцелярії від 23.12.1754 р. (про розподіл Короваїв з угіддями на дві частини).
Фактично ж Марковичі одержали невеличку частину землі і на лівому боці Сирої Оржиці. Відповідно була поділена і загальна кількість селян (с. Короваїв і х. Глибокого Яру). Але ж спірні питання виникали і після указу цариці, які не могли вирішуватися без адміністрації чи суду. Тому судова тяганина продовжувалась і після 1792 р.
Чому ж ця справа затягнулась іще на 35 років? При чому, після того як помер головний винуватець затягування судових процесів Іван Семенович Маркович. Справа в тому, що коли Петро Олексійович Свічка почав вести справу на виконання розділу Короваївської маєтності на дві рівні частини, у суди посипались скарги від його сусідів: Свічка до Короваївських земель незаконно приєднує їх землі (своїх сусідів).
Мабуть, нявність цих скарг була закономірна: в першій половині 18 ст. площа орної землі обчислювалася примітивно не в десятинах та квадратних саженях, а в кількості днів оранки. Також примітивно визначались і межі земельних володінь. А наприкінці 18 ст. визначення площ і меж земельних володінь стали більш точними і об'єктивними. Можливо, що довголітні судові спори Марковичів із Свічками принесли недостовірність в межуванні. Так чи інакше, а почалися судові спори Петра Свічки із сусідами. До кінця днів своїх Петро Свічка вирішував ці спори з сусідами.
Залишались незначні судові справи з нащадками Марковичів, які повинні були вирішувати сини Петра Свічки — Микола і Яків. Але вони не тільки не зробили цього, вони розтринькали такі багаті Свічківські володіння. А закінчилась 100-літня судова тяганина Марковичів із Свічками за Короваївські маєтності лише в 1827 р. в Короваївській церкві шлюбом Лева Миколайовича Свічки з Ганною Павлівною Гребьонкіною (мати якої була Марковичкою). Завдяки цьому шлюбові за Свічками залишалась хоч одна невелика маєтність — в с. Слобода Петрівка.
В 1802 р. помер Петро Олексійович Свічка, який добився справедливого вирішення Короваївської проблеми і залишив своїм нащадкам (двом синам і трьом дочкам) в Пирятинському повіті, крім відсудженої частини Короваївської маєтності: села Городище (тоді воно називалось Городовасильковим) і Сербинівку (тоді вона називалась Семенами), слободи Петрівку (нині с. Слободо-Петрівка), Корніївку, Каївку та декілька хуторів.
Сини його Микола і Яків прийняли в спадкоємність від батька понад 13000 десятин землі, близько 4000 селян і невеликий борг в сумі 12000 крб. Своїй сестрі Ганні, яка в 1803 р. стала дружиною підполковника Уракова Федора Михайловича, вони дали в посаг ту частину Короваїв з угіддями, яка була відсуджена у Марковичів, а сестрі Катерині вони дали посаг 20000 крб. (сестра Марія вступила в шлюб ще за життя батька).
Ганна Петрівна невдовзі (до 1811 р.) померла, не залишивши потомства. Свій посаг — Короваївську маєтність — вона відписала чоловікові Уракову Ф. М. Свічки втратили Короваївську маєтність, за яку вони так наполегливо боролись багато років.
Микола і Яків Свічки господарством не займалися, лічби грошам не знали, були марнотратами — тому за невеликий час вони розтринькали батьківське володіння: залізли в великі борги (тільки Микола Петрович в 1816 р. мав боргу 330,727 крб., у Якова Петровича борг був трішки менший), за які почали розпродуватися їх маєтності.
В 1818 р. помер Яків Петрович бездітним, а в 1825 р. не стало і Миколи Петровича. Єдиному синові Миколи Петровича Левкові Миколайовичу і його матері залишилось більше боргів, ніж маєтностей, продаж яких за борги продовжувався.
З непроданих за борги маєтностей залишилась тільки слобода Петрівка. Не зовсім була закрита судова справа за Короваї: Марковичі подали скаргу, що при розподілі в 1793 р. Короваївської маєтності Свічкам дісталось селян більше. Після розгляду цієї справи в суді (Свічки повинні були повернути Марковичам 222 душі селян та 50000 крб. за збитки, які понесли Марковичі, не маючи цих селян.
Причому, що кількість селян Свічки повинні були передати Марковичам із слободи Петрівки, оскільки нові господарі Свічкової частини Короваїв Уракови вважали, що цей борг стосується тільки Свічок, а їх він не торкається. Постало питання про відлучення від Свічок останньої їх маєтності слободи Петрівки.
Після смерті І. С. Марковича судові справи вели опікуни його малолітніх онуків, а потім і самі онуки Василь Іванович і Ганна Петрівна Марковичі (яка потім стала дружиною Павла Івановича Гребьонкіна). Після смерті Ганни Петрівни судові справи продовжувала вести її дочка Ганна Павлівна Гребьонкіна (сестра письменника Є. П. Гребінки по батькові). 6 жовтня 1827 р. в церкві с. Короваїв повінчався Левко Миколайович Свічка з дівчиною Ганною Павлівною Гребьонкіною. Цим актом була закінчена 100-літня тяганина Свічок із Марковичами за Короваї. Завдяки цьому шлюбу за Свічками залишилась хоч слобода Петрівка -маленька частинка із такого великого володіння Свічок.
Хто ж були володарями Короваїв в подальшому? Основна частина Короваїв (в якій в 1842 р. налічувалось 555 душ селян обох статей) дісталась у посаг Ганні Петрівні Свічці. Вона передала своє право на володіння нею своєму чоловікові Ф. М. Уракову, тому після її смерті (а померла вона дуже рано, не залишивши нащадків) і другого шпюбу Уранова ця маєтність не була передана Свічкам, а залишилась за Урановими.
До речі, мабуть, на її честь була спроба перейменувати Короваї: ще в «Списках населеных мест Полтавской губернии за 1859 г.» вони записані «Аннинским». Але ця назва не прижилася. Після смерті Ф. М. Уракова (1819 р.) Короваями заволоділа його сестра, вдова підполковника Рігоньє Олена Михайлівна, її єдина дочка Софія Петрівна пошлюбила титулярного радника Гриневича Миколу Федоровича, і вони разом з матір'ю володіли цією маєтністю.
В 1865 р. Софія Петрівна, як володарка маєтності (будучи уже вдовою і без матері), підписувала договір з підлеглими селянами на викуп ними землі. На той час тут було 266 селян чоловічої статі, із них мали право на наділ землі 261 душа (114 дворів, із яких «тяглих», які мали коней, було всього 21). Викупу підлягала земля, якою селяни користувалися і до земельної реформи, за що вони повинні були відробляти панщину.
На кожного селянина чоловічої статі всіх без винятку за віком (а розрахунок вівся на душі чоловічої статі) припадало трішки понад 2 десятин. Рибна ловля в р. Сирій Оржиці і двох ставках, а також очерет на болоті залишались у виключному розпорядженні володарки.
Всього селяни повинні були виплатити поміщиці за цю земпю 25.266,6 крб. 1/5 частину цієї суми селяни повинні були відробити на поміщицькій землі панщину протягом 5-х років (або виплатити грошима), а решту грошей поміщиці виплачував селянський банк, якому селяни повертали ці гроші протягом 49 років (звичайно, кожний селянин, двір платили за свій наділ). Селяни, які повністю розрахувались з банком, стали називатись селянами-власниками, а до повної виплати — тимчасово зобов'язаними.
Молодша дочка Гриневичів — Олександра Миколаївна — пошлюбила вихідця з Чернігівщини Пригару. Із тих пір до самої революції 1917 р. ця маєтність належала Пригарам. А та невелика частина Короваїв, яка дісталась Марковичам (вона була на околиці села з боку с. Кулажинець), після 1827 р. перейшла у володіння Левка Свічки і його дружини Ганни Павлівни (тут в 1812 р. налічувалось всього 95 душ обох статей). Потім ця частина Короваїв перейшла Гребінкам (Михайлові, Аполлонові, Миколі і Костянтину Павловичам і дочці письменника Надії Євгенівні).
а цю землю селяни повинні були виплатити Гребінкам 4989 крб. таким же порядком, як зазначалось вище. Відокремлення цієї частини Короваїв у самостійний хутір почалося після остаточного розподілу Короваїв між Свічками і Марковичами. А свою назву хутір отримав уже після земельної реформи: тоді почали утворюватися сільські громади, і селяни цієї частини Короваїв були приєднані до убіжищенської громади, оскільки власниками їх були ті ж Гребінки, що і в Мар'янівському Убіжищі.
Згодом цю частину Короваїв стали називати хутором Убіжище при Короваях. Після революції 1917 р. цей хутір називали 1-м Убіжищем, а 2-м Убіжищем називався хутір при с. Мар'янівці.
Ці назви хуторів зустрічаються ще в архівних документах 1929 р Пізніше х. 1-ше Убіжите ввійшов до складу села Короваїв, а х. 2-ге Убіжище — до складу с. Мар'янівки.
В архівних документах за 1896—1897 рр. зазначено також хутірське поселення купця Абросимова на полі Пригари, де був один двір, у якому мешкало 27 душ чоловічої статі і 15 душ жіночоъ статі. Можливо, що Абросимов займався торгівлею сільгоспінвентарем та хлібом (а можливо — і відгодівлею худоби), а ці мешканці хутірського поселення були його найманими робітниками. Можна гадати, що на основі цього хутірського поселення на початку 1920-х років була створена Короваївська агробаза, яка проіснувала всього декілька років.
Колективізація тут, як і всюди, проходила з дуже великими труднощами.
10 лютого 1930 р. голова і секретар Короваївської сільради «за глитайську політику» були зняті з роботи і справа на них передана в слідчі органи (так повідомляла місцева газета).
А вже 13 лютого 1930 р. місцева газета в статті «Зрушили колективізацію в с. Короваях» писала: «Досі там не було жодного колективу. Тепер сільрада та комітет незаможних селян підняли на ноги весь актив села, бідноту та середняцтво й за два дні колективізували дві земгромади (короваївську та убіжищенську х. 1-го Убіжища. — Прим, авт.) на 60 %. Можна сподіватись, що до весни с. Короваї перетвориться на суцільний колектив».
А 20 лютого 1930 р. ця ж газета повідомляла, що с. Короваї колективізоване на 93 %.
В 1921 р. була спроба експропріації не тільки продовольчих товарів, а й елементів господарювання. Активістами і комітетом незаможних селян був складений список заможних селян, від яких відчужувались на користь бідних селян в кого коня, у кого корову, чи порося, чи саж і т. ін.
В цей список увійшли: Гавриленки Іван Федосійович, Яків Захарович, Созонт Трохимович, Запорожці Гнат Олексійович, Степан і Григорій Кириловичі, Лаврентій і Євдоким Назаровичі, Ведмідь Михайло Трохимович, Коркешки Нестор Іович, Кирило Порфирович, Олексій Іванович і Олександр Олексійович, Колесиіченко Никифор Филимонович, Михайличенко Михайло Мусійович, Педенко Омелян Никанорович, Попович Михайло Олексійович, Свистильник Пантелеймон Андрійович, Федоренко Федір Павлович.
До цього списку був занесений і поміщик Пригара Борис Васильович, який до того часу, мабуть, ще не був виселений із своєї садиби.
В 1930 р. частина людей, зазначених в списку, була «розкуркулена».
Така ж «надмірно-ефективна» проводилась і антирелігійна «пропаганда», результати якої зразу ж «виявилися». 22 грудня 1929 р. місцева газета повідомляла, що піп Преображенської церкви с. Короваїв Самійло Коломіець зрікся від церкви з 24.11.1929 р.
Ця ж газета 25.02.1930 р. писала: "Селяни Короваївської сільради зрозуміли, що релігія шкодить соціалістичному будівництву й ухвалили церкву передати на культурні потреби села. Загальні збори комітету незаможних ухвалили негайно зняти дзвони і передати на «індустріалізацію країни».

Пам'ятник героям

В роки окупації села німецько-фашистськими загарбниками (19.09.1941 р. — 19.09.1943 р.) тут було розстріляно 9 чоловік, вивезено на роботи до Німеччини (із Короваїв і
Лутайки разом взятих) — 123 чоловіки. При відступі німецьких військ в 1943 р. було спалено 247 селянських дворів. Не повернулися з війни 106 чоловік.

## Населення
Згідно з переписом УРСР 1989 року чисельність наявного населення села становила 862 особи, з яких 386 чоловіків та 476 жінок.
За переписом населення України 2001 року в селі мешкало 847 осіб.

### Мова
Розподіл населення за рідною мовою за даними перепису 2001 року:
| Мова       | Відсоток |
| ---------- | -------- |
| українська | 98,36 %  |
| російська  | 1,64 %   |

## Економіка
- Молочно-товарна ферма.

## Об'єкти соціальної сфери
- Гімназія [Архівовано 27 грудня 2010 у Wayback Machine.]

## Відомі люди
- Попович Василь Михайлович — писар 2-го куреня 4-ї Київської дивізії Армії УНР, Герой Другого Зимового походу.
- Рубан Олег Олексійович (1997—2023) — молодший сержант Збройних сил України, учасник російсько-української війни, Герой України (2024, посмертно)[4].